# Bellie Kirk

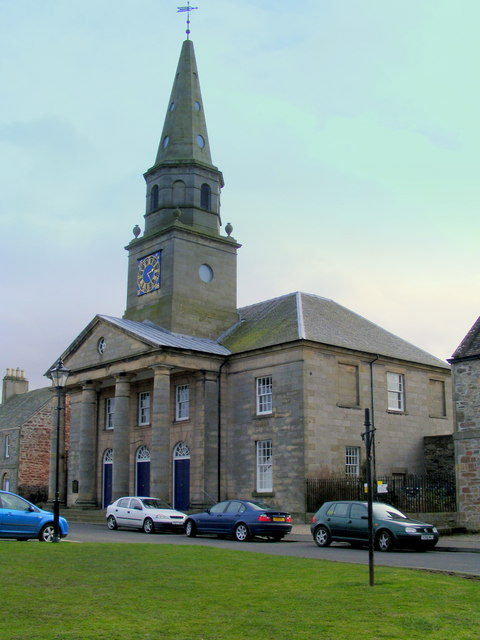
Bellie Kirk

Die Bellie Kirk ist ein Kirchengebäude der presbyterianischen Church of Scotland in der schottischen Ortschaft Fochabers in der Council Area Moray. 1971 wurde das Bauwerk in die schottischen Denkmallisten in der höchsten Denkmalkategorie A aufgenommen.

## Geschichte
Ab Mitte der 1770er Jahre ließ der auf Gordon Castle residierende Alexander Gordon, 4. Duke of Gordon die Ortschaft Fochabers in größerer Entfernung zu seinem Sitz als Plansiedlung neu aufbauen. Die Bellie Kirk sollte hierbei das Herzstück der neuen Ortschaft bilden. Mit der Planung des Kirchengebäudes wurde John Baxter betraut. Die Bellie Kirk entstand zwischen 1795 und 1798 nach seinen Entwürfen. In den 1840er Jahren wurde der Innenraum des Gebäudes überarbeitet und neu arrangiert. Letztere Änderungen wurde später wieder zurückgenommen.
1947 verschmolz die Kirchengemeinde mit der Gemeinde der Pringle Church der United Free Church. Rückwärtig entstand 1985 ein neuer Gemeindesaal. 1998, ein Jahr nach der 200-Jahr-Feier, erhielt die Apsis neue Bleiglasfenster. Eine neue Orgel wurde im Jahre 2007 installiert. Sie ersetzte ein rund 120 Jahre altes Instrument. 2009 wurde die seit mehreren Jahren andauernde Modernisierung des Innenraums abgeschlossen. 2015 verschmolz die Kirchengemeinde mit der Gemeinde Speymouth. Im Folgejahr wurden umfassende Instandsetzungsarbeiten am Glockenturm abgeschlossen.

## Beschreibung
Die Bellie Kirk nimmt die Südseite des zentralen Dorfgrüns ein. Die episkopalkirchliches Gordon Chapel steht ihr nördlich gegenüber. Das Mauerwerk der Saalkirche besteht aus polierten Sandsteinquadern, die zu einem Schichtenmauerwerk verbaut wurden. Die nordexponierte Hauptfassade des klassizistischen Gebäudes ist fünf Achsen weit. Auf der Zentralachse springt ein tetrastyler dorischer Portikus heraus. Die drei Portale sind mit halbrunden Kämpferfenstern ausgeführt. Oberhalb ragt der Glockenturm mit oktogonaler Trommel und spitzem Helm auf. In die Nordseite der quadratischen Turmbasis ist eine Turmuhr eingelassen, während die übrigen Seiten mit Oculi ausgestaltet sind. Die Trommel ist mit rundbogigen Öffnungen ausgeführt, die teils blind sind. Die Kirche schließt mit einem schiefergedeckten Plattformdach.